# HMS Antelope (1703)
HMS Antelope (1703) — 54-пушечный корабль 4 ранга Королевского флота. Четвёртый корабль, названный Antelope.
Спущен на воду в 13 марта 1703.

## Служба

### 1703—1737
1703 — капитан Томас Легг (англ. Thomas Legge). С эскадрой из 22 кораблей контр-адмирала Дилкса (англ. Dilkes), крейсировал у мыса Спартель. Утром 12 марта HMS Kent (70), HMS Bedford (70) и Antelope принудили к бою и захватили три испанских корабля: Porto Coeli (60), Santa Teresa (60) и вооружённое торговое судно San Nicolas (23), взяв около 700 пленных. Корабли были гружены боеприпасами.
7 декабря 1704 Antelope прибыл в Гибралтар с девятью транспортами; два дня спустя HMS Newcastle привёл ещё семь, увеличив гарнизон почти на 2000 человек.
1705 — капитан Филипп Кавендиш (англ. Philip Cavendish), который сменил капитана Легга в январе. По-прежнему на Средиземноморской станции.
В ноябре 1706 Antelope решительно вступил в бой с большим французским линейным кораблём (70 или 74 пушек), потеряв 12 человек убитыми и 17 ранеными. Французский корабль, хотя имел превосходство, вышел из боя. Antelope провёл остальное время в Средиземном море за перевозкой припасов и денег из Ливорно в Каталонию.
1710 — капитан Сет Джереми (англ. Seth Jeremy), произведён в капитаны 25 апреля. К этому времени он был настолько в возрасте (он служил вторым лейтенантом HMS Cumberland в 1692 году), что на следующий год вышел в отставку с пенсионными (прожил до 1724 года).
1733 — 13 ноября, капитан Сэмюэль Гудир (Samuel Goodere). О его командовании Antelope ничего не известно (до этого служил на HMS Winchester, после HMS Ruby).
1734 — 16 января, капитан Тимоти Бридж (англ. Timothy Bridge). Он был повышен и назначен на HMS Dunkirk.
1737 — 7 октября, капитан Томас Ватсон (англ. Thomas Watson). После того, как Antelope был разобран в Вулвиче в феврале 1738 года, капитан Ватсон в 1739 году был назначен командовать HMS Burford, в качестве флаг-капитана у адмирала Вернона.
Перестраивался с 9 января 1738 в Вулвиче по планам 1733 года. Понижен до 50-пушечного. Заметно увеличились размеры, особенно ширина и водоизмещение. Повторно спущен 27 января 1741.

### 1741—1783
1742 — март, капитан Роберт Мейнард (англ. Robert Maynard).
В январе 1745 года Мейнард был в Средиземноморье, одним из членов военно-полевого суда над капитаном Ричардом Норрисом (англ. Richard Norris).
1746 — капитан Жиль Ричард Ванбург (англ. Giles Richard Vanburgh), Средиземное море.

Флоренция 11 апреля.
Коммодор Таунсенд, будучи отнесен от берегов Корсики сильным штормом, имея необходимость захода в Порт Махон, чтобы исправить повреждения, полученные его собственным и другими кораблями эскадры, оставил капитана Ванбурга командовать в своё отсутствие, но тот также был отнесен от берега, и принужден был зайти в Ливорно; и прежде чем они смогли вернуться генуэзцы нашли способ отправить три крупных вооруженных барки в Бастию, чтобы привезти 20 почтенных жителей (из недовольных) в Геную. Им встретилась в море вооруженная шебека Postillion, с которой они сражались значительное время, но их силы были слишком велики для этого небольшого судна, кое было настолько повреждено, что капитан был вынужден увести её в Порт Ферраро, а оттуда в Махон для ремонта. Antelope получил приказ крейсировать у мыса Ноли.
Оригинальный текст (англ.)
Florence April 11th. N. S. 
Commodore Townsend having been driven off the Coast of Corsica, by a violent Storm, and being under the Necessity of putting into Port Mahon to repair the Damage which his own and other Ships of his Squadron had received, he left Captain Vanburgh to command in his Absence; but he likewise was blown off the Coast, which were obliged to put into Leghorn, and before they could return the Genoese had found means to send three Large armed Barks to Bastia, to conduct 20 of the principal inhabitants (Malcontents) to Genoa. They were met at sea by the Postilian Xebec of War, with whom they engaged for a considerable Time, but were too strong for that small Vessel, which was so much damaged, that the Captain was obliged to put into Port Ferraro, and thence proceeded to Mahon to refit. The Antelope has been ordered to cruise off Cape Noli.
— London Gazette
Некоторое время спустя капитан Ванбург, после посещения другого корабля эскадры в море, с наступлением темноты покинул его для возвращения на Antelope. Ни его, ни команду его шлюпки, ни саму шлюпку, больше не видели.
1747 — Мэтью Бартон (англ. Matthew Barton). 7 февраля 1747 года произведён в пост-капитаны и переведён с брандера Duke адмиралом Медли (англ. Medley); в апреле переведён на шебеку Postillion.
1756 — вышел из Англии в Гибралтар 16 июня с вице-адмиралом сэром Эдвардом Хоком (англ. Edward Hawke) и контр-адмиралом Чарльзом Сондерсом (англ. Charles Saunders) на борту, и прибыл 3 июля, с целью сменить адмирала Джона Бинга. Бинг вернулся в Англию на Antelope, выйдя 9 июля и достигнув Спитхеда 26-го. Здесь он был арестован, затем свезён на берег 19 августа. (Суд над ним начался на борту HMS Monarch 27 декабря).
1757 — капитан Александр Артур Худ (англ. Alexander Arthur Hood), крейсировал у Бреста. После короткого боя 15 мая с французским Aquilon (50), противник был загнан на скалы в бухте Одьерн, где и разбился.
В 1758 году Худ переведён на HMS Minerva.
Выдержка из письма капитана Худа, командира HMS Antelope:

Корабль Его Величества Антилопа, Спитхед, 1 июня. 1757.
13 мая утром в широте 47 градусов 50 минут, я увидел три паруса с наветра, и начал погоню. В полдень они легли в дрейф, подняли французские флаги, и стали делать сигналы друг к другу, и когда я поднял также французский флаг, они поставили паруса и двинулись ко мне.
Около часа самый большой корабль поднял вымпел и выстрелил из пушки под ветер, и примерно через полчаса после этого, другой. Поскольку я не ответил, он вскоре после того сделал два выстрела, взял на гитовы грот, убрал бом-брамсели, и стал спускаться прямо на меня, будучи тогда менее чем в двух милях, на что я поднял свой истинный флаг и уменьшил паруса, до фока и марселей, ожидая нападения; но через несколько минут он привелся, и поставил все возможные паруса. Два других, один по виду фрегат, другой шнява, продолжали спускаться под ветер.
Я преследовал военный корабль со всей возможной скоростью, и к четырём часам был на расстоянии выстрела в упор. Примерно через 20 минут после того мы смогли навести на него наши пушки, и будучи очень близко, вели постоянный огонь в течение 40 минут. После пяти часов, когда буруны были у нас так близко под ветром, что мы не могли ворочать фордевинд, и едва имели место разойтись с противником, он стал поворачивать оверштаг, и когда был в ливентик, французский корабль сел на скалы и потерял бизань-мачту.
В течение почти часа я держался в стороне, чтобы привести свой корабль в пригодное состояние, потом снова пошел к берегу, с намерением подойти к врагу сколь возможно ближе, чтобы его уничтожить, но обнаружил что дело, судя по всему, сделано, так как он бился о гряду скал, которые были слишком далеко, чтобы я мог нанести дополнительный урон. Место, где французский корабль сел на скалы, находится в северной части бухты Одьерн. У меня было три человека убитыми и 13 ранеными, много повреждений в такелаже и парусах, а бизань-мачта прострелена насквозь.
14-го я взял небольшую шняву, шедшую из Бордо в Канаду с вином, бренди и мукой, а на следующий день небольшой приватир в шесть пушек, десять фальконетов и 50 человек, который вышел из Порт-Луи предыдущим вечером; и оказался шнявой, бывшей с военным кораблем в день, когда я загнал его на берег. Тут я выяснил, что он назывался Aquilon, имел 48 пушек, хотя пушечных портов 56, и имел на борту 450 человек, 30 из которых были убиты и 25 получили ранения, среди них капитан. И что скалы пробили ему днище в нескольких местах, и что он был безвозвратно потерян.
Оригинальный текст (англ.)
His Majesty's Ship Antelope, Spithead, June 1st. 1757.
On the 13th. of May AM in Latitude 47 Degrees 50 Minutes, I saw three Sail to the Windward, and gave Chace to them. At noon they brought to, hoisted French Colours, and made Signals to one another; and upon my hoisting French Colours also, they made Sail and edged down to me. About One o'clock the largest Ship hoisted a Pendant, and fired a Gun to Leeward, and about Half an Hour after, another; which not being answered by me, she soon after fitted two Shot, hauled her Main-sail up, took in her Top-gallant Sails, and bore directly down, being then not two Miles off, upon which I hoisted my proper Colours and shortened Sail to the Fore-sail and Top-sail, expecting to be attacked; but in a few minutes after s he hauled up, and made all the sail she could. The other two, one a Frigate-like Ship, the other a Snow, continued before the Wind. I pursued the War-like Ship as fast as possible, and before Four was in point-blank shot of her. About 20 Minutes after we brought our Broadside to bear, and was very close, and kept a continual Fire upon her till 40 Minutes after Five, when we had the Breakers so near under our Lee, that we could not wear, and had but barely Room to stay clear of the Enemy; but she came about, and while in Stays, the French Ship struck upon the Rocks, and lost her mizzen-mast. I stood off for near an Hour, to put the Ship in a workable state, then stood in again, with an Intention to run as close to the Enemy as possible, in order to destroy her, but found that Business to Appearance done, as she had beat over a Ridge of Rocks, which were too far without her for me to do her further injury. Where the French Ship struck is the North Part of Hodierne Bay. I had three men killed and 13 wounded, and much shattered in my Rigging and Sails, the mizzen-mast shot though. 
On the 14th. I took a small Snow from Bordeaux for Canada, with Wine, Brandy and Flour; and the next Day a small Privateer of six Guns, ten Swivels and 50 men, which came out of Port Louis the Evening before, and was the Snow in company with the Man of War the Day I drove her on Shore. That she was called the Aquilon mounting 48 Guns, although pierced for 56, and had on board 450 men, 30 of whom were killed and 25 wounded, among the latter was the Captain. That the Rocks had pierced her bottom in several Places, and that she was irrecoverably lost.

1758 — капитан Томас Сумарес (англ. Thomas Saumarez), назначен крейсировать в Бристольском канале. В ноябре капитан Сумарес был в ассамблее, когда было получено известие, что французский Belliqueux (56), находится в Ирландском море. Заявив, что возьмёт противника до наступления следующей ночи, он оставил общество со всей поспешностью, и к утру поставил свой корабль борт к борту с Belliqueux. Сопротивление было формальным, француз сдался только завидев Antelope. Капитан Сумарес отвёл приз в порт, где тот был приобретён Королевским флотом.
Он был впоследствии назначен командовать Belliqueux, и в 1761 году повёл его в Вест-Индию.
1759 — капитан Джеймс Уэбб (англ. James Webb), с эскадрой коммодора Уильям Бойза (англ. William Boys) блокировал Тюро́ (фр. Thurot) в Дюнкерке в течение всего лета и начала осени. Было известно, что француз собрал экспедицию, но место назначения её неизвестно, а 15 октября, когда Бойз были отогнан с позиции штормом, Тюро ускользнул с шестью фрегатами и корветами, имея на борту 1300 войск, и пошёл в Гётеборг в Швеции.
1761 — капитан Томас Грейвз. Повел корабль в Северную Америку для защиты рыболовства, и остаток войны продолжал служить как губернатор и главнокомандующий на Ньюфаундленде.

1762 — капитан Томас Грейвз, бухта Плацентия, Ньюфаундленд, в качестве губернатора острова. Французский флот мсье де Тьерне (фр. de Tiernay) из Бреста, с 1500 войск под командованием графа д’Оссонвиля (фр. d'Haussonville) на борту, вошёл в Сент-Джон и захватил город 24 июня. Капитан Грейвз немедленно послал сообщение коммодору лорду Колвиллу в Галифакс, и тот присоединился к нему в блокаде французов. 11 сентября были доставлены английские войска из Луисбурга на Кап-Бретон. Во время шторма 16-го де Тьерне просочился через блокаду и, бросив свои войска, ушёл во Францию.
По дороге домой в Англию Antelope встретил HMS Marlborough (90), капитан Томас Барнетт (англ. Thomas Burnett), который вышел из Гаваны, охраняя конвой призов и транспортов, но они разделились, попав в очень плохую погоду. Marlborough дал такую сильную течь, что пришлось сбросить за борт пушки, а помпы продолжали работать. Antelope снял всех людей и 29 ноября тонущий Marlborough был брошен.
Во время Американской войны за независимость был флагманом на Ямайской станции.
1783 — 30 октября исключён из списков и продан.